# Avenida Livonia (línea Canarsie)
En la Avenida Livonia, en Nueva York, la línea Eastern Parkway cruza por encima de la Línea Canarsie. Al sur de esta estación hay una ramificación que conduce a un pequeño patio, conocida como Linden Shops. Otra ramificación se desprende de la línea IRT. Estas ramificaciones no tienen tres raíles, y son usados por las locomotoras de la Autoridad de Tránsito de Nueva York que vienen y van hacia la facilidad. Un pasillo conduce desde la estación de la Avenida Livonia hacia la estación de la Calle Junius, pero se requiere del pago de una tarifa extra aunque una tarifa gratis está planeada.[cita requerida]

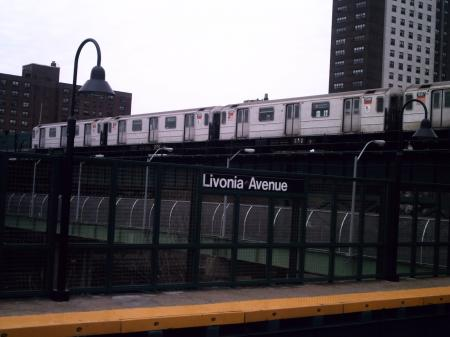
La Avenida New Lots con los trenes modelos R62s pasando arriba de la avenida Livonia después de dejar la calle Junius.